# Stöcklewald
Der Stöcklewald ist ein 1069,2 m ü. NHN hoher Berg im südlichen Teil des Mittleren Schwarzwalds zwischen den je rund fünf Kilometer entfernten Städten Furtwangen und Triberg im Schwarzwald-Baar-Kreis. Der Schwarzwald erreicht bzw. übersteigt seine Höhe in nördlicher Richtung erst wieder im Bereich des Schliffkopfs und der Hornisgrinde.

## Lage
Über den Berg verläuft die Europäische Hauptwasserscheide zwischen Rhein und Donau. An seinem Nordhang entspringt die Gutach, die von hier in nordwestlicher Richtung die Schönwalder Hochfläche durchfließt und an deren Nordostrand die Triberger Wasserfälle bildet. Nach Südosten hin fließen die Bäche der Breg zu.
An den nördlichen Fuß seiner flachen Kuppe gelangt man über Landes- und Kreisstraßen sowohl von diesen Orten aus, als auch von Schönwald und Brigach. Von dort führt eine Straße auf den Gipfel mit Gasthaus, einem Wandererheim des Schwarzwaldvereins und dem Stöcklewaldturm.
Über den Gipfel verläuft die Gemarkungsgrenze zwischen dem Furtwanger Stadtteil Rohrbach und der Gemeinde Schönwald, am Nordhang hat auch der Triberger Stadtteil Nußbach Anteil. Der Gipfel mit dem Turm und dem Wanderheim liegen auf Gemarkung Furtwangen-Rohrbach.

## Stöcklewaldturm

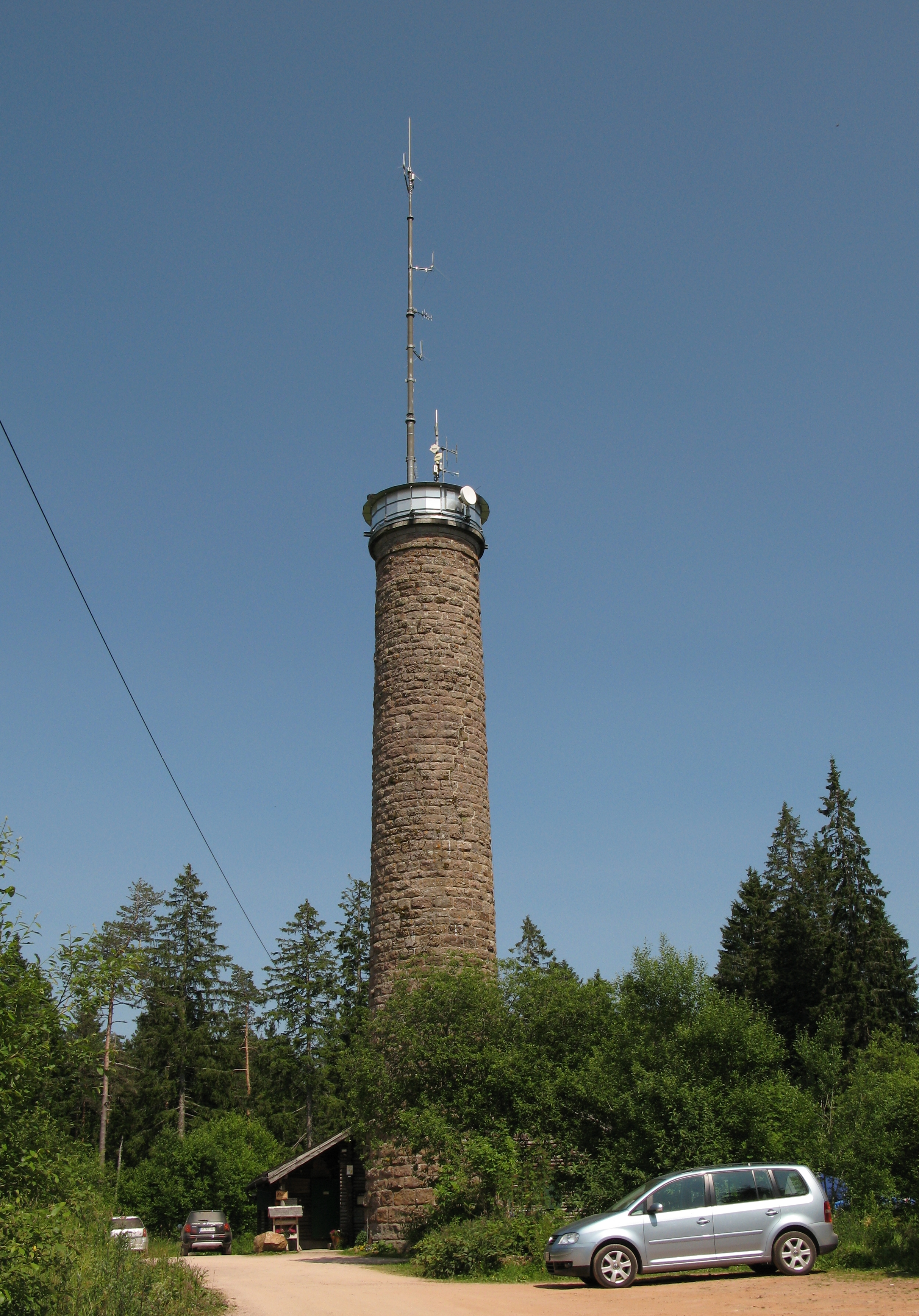
Stöcklewaldturm

Der rund 25 Meter hohe Aussichtsturm wurde 1894 von der Ortsgruppe Triberg des Schwarzwaldvereins als Rundturm auf Gemarkung von Furtwangen errichtet und im Mai 1895 eingeweiht. Er ist ein beliebtes Ausflugsziel am Mittelweg des Schwarzwaldvereins. Von der Aussichtsplattform blickt man über den mittleren Schwarzwald bis zum Feldberg und darüber hinaus auf das Panorama der Schwäbischen Alb sowie der Alpen von Zugspitze bis Montblanc. Die Plattform kann über 127 Treppenstufen bestiegen werden.
Der Stöcklewaldturm wird zudem als Relaisstation für Funkverbindungen von Polizei, THW, Feuerwehr, Rettungsdiensten und Amateurfunk genutzt.
Zudem dient der Stöcklewaldturm auch als Funkrelaisstation für die Breitband- und Internetversorgung der umliegenden Gemeinden.

## Zeltlagerplatz Stöcklewald
Der Zeltlagerplatz Stöcklewald, südwestlich des Gipfels in rund 1000 m ü. NN, umfasst 5,5 Hektar und gehört zur Stadt Furtwangen. Er wird seit 1952 durch die Jugenderholung Schwarzwald e.V., unter dem Dach der Sozialistischen Jugend Deutschlands – Die Falken, als Trägerverein betrieben. Zum Zeltlagerplatz gehören Einrichtungen der Fritz-Lamm-Bildungsstätte (1956) und Kurt-Roth-Haus (2007). Erst im Jahr 1987, zehn Jahre nach dem Tod von Fritz Lamm, erhielt die Bildungsstätte ihren heutigen Namen.

## Umgebung
Rund 800 Meter nordöstlich des Gipfels befindet sich nahe der Straße auf der Anhöhe Hochgericht (1020,6 m) der Triberger Galgen. Einen weiteren Kilometer weiter nordöstlich liegt als Nebengipfel nahe einer wichtigen Straßenkreuzung der Kesselberg (1025,5 m). An seinen Hängen entspringt die Brigach und als deren wichtigster Nebenfluss auch die Kirnach. Nach dem Kesselberg ist die hier verlaufende Kesselberg-Verwerfung benannt. Diese ist ein wesentlicher Grund dafür, dass der Stöcklewaldkopf gegenüber der umgebenden Schwarzwald-Ostabdachung so deutlich herausgehoben ist, weil sich in der Verwerfungszone ein Rest der ursprünglich auf dem Grundgebirge aufliegenden Buntsandsteinschicht erhalten hat.
Westlich des Berges befindet sich die Hubertuskapelle (ca. 1 km), ein idyllisch gelegenes Denkmal der Volksfrömmigkeit, weiter nördlich die Triberger Wasserfälle, einer der höchsten und bekanntesten Wasserfälle in Deutschland.